# Berlín AK 07
El Berlín AK 07 (en alemán y oficialmente: Berliner Athletik Klub 07 e.V.) es un equipo de fútbol de Alemania que juega en la Oberliga Berlin, la quinta liga de fútbol más importante del país. También cuenta con un equipo de Fútbol Sala.

## Historia
Fue fundado el 15 de diciembre de 1907 en el distrito de Wedding, en la ciudad de Berlín. Principalmente se dedicaban al atletismo, mientras que su sección de fútbol se fundó oficialmente en 1908 y jugó por mucho tiempo en las divisiones más bajas de la región.
En la década de 1990 ascendieron a la Landesliga Berlin y más tarde ascendieron a la Verbandsliga Berlin tras haber ganado el título en 1995. En 1999 ascendieron a la Oberliga Nordost-Nord.
En el año 2004 se fusionaron con el BSV Mitte, fundado por la fusión de los equipos de origen turco BFC Güneyspor y Fenerbahçe Berlin. Por esta fusion Berliner AK 07 se ha desarrollado un equipo multicultural alemán-turco y la reestructuración llevó a establecer una relación de colaboración con el equipo turco Ankaraspor y en el 2006 empezaron a desarrollar jugadores en Alemania.
El 6 de julio del 2006 cambiaron su nombre por el de Berlin Ankaraspor Kulübü 07 y eligieron a Ahmet Gökcek (hijo del alcalde de Ankara) como su presidente y cambiaron sus colores por los del Ankaraspor blanco y azul, pero luego regresaron al viejo nombre y a los colores anteriores.
La temporada 2007/08 fue probablemente la más turbulenta del club de más de 100 años. Ankaraspor anunció su compromiso con la división superior al comienzo de la temporada. Casi todo el equipo abandonó el club. Afortunadamente, el BAK 07 logró mantenerse en la liga con un aumento de jugadores canteranos que acudieron al rescate.
En el 2011 regresa a sus raíces. El BAK 07 vuelve a sus colores tradicionales rojo y blanco y nuevamente ha tomado el antiguo nombre Berliner Athletik Klub 07. Por decisión del 15 de abril de 2011, el club volvió a su antiguo nombre. Lograron el ascenso a la Regionalliga Nord y se clasificaron para jugar la Copa de Alemania, en la que perdieron ante el 1899 Hoffenheim 0-4 en 2012.
El 26 de mayo de 2012, el AK de Berlín ganó la Copa del Estado de Berlín por segunda vez con una victoria por 2-0 contra SC Gatow y, por lo tanto, se clasificó para la primera ronda principal de la Copa DFB, en la que sorprendentemente ganó el equipo de la Bundesliga TSG 1899 Hoffenheim Golpeó 4-0. Este es el mayor éxito del departamento de fútbol en la historia del club. En la segunda ronda de la Copa DFB, el BAK fue eliminado contra el club de segunda división TSV 1860 Munich.
En la temporada 15/16, el BAK pudo registrar la temporada más exitosa en la historia del club. Después de 34 días de juego, el club del vecindario quedó en segundo lugar en la tabla, empatado con el campeón FSV Zwickau. Solo los dos goles con peor diferencia de goles separaron al club del campeonato en la Regionalliga Nordost y una posible promoción.

## Palmarés
- Landesliga Berlin (VI): 1

1995
- Verbandsliga Berlin (V): 1

1999

## Jugadores

### Jugadores destacados
- Karim Benyamina